# مدينة الصبيان (فلم)
مدينة الصبيان (بالإنجليزية: Boys Town) هو فيلم دراما تم إنتاجه في الولايات المتحدة وصدر في سنة 1938 من بطولة سبنسر تريسي وميكي روني، الفيلم ترشح لخمسة جوائز أوسكار وربح اثنين منها وهما جائزة الأوسكار لأفضل ممثل لسبنسر تريسي وجائزة الأوسكار لأفضل قصة.

## طاقم التمثيل
- سبينسر تريسي

### ترشيحات وجوائز
| السنة | الحدث | الفئة            | النتيجة |
| ----- | ----- | ---------------- | ------- |
|       |       | أوسكار أفضل ممثل | فوز     |

## وصلات خارجية
- مقالات تستعمل روابط فنية بلا صلة مع ويكي بيانات